# Banco de México
Banco de México er Mexicos centralbank. den blev grundlagt den 1. september 1925 under Præsident Plutarco Elías Calles regeringstid. Bankens første direktør var Manuel Gómez Morin.

## Liste over centralbankchefer
- Ernesto Zedillos regering (1994-2000):
  - Miguel Mancera Aguayo (1997-1998)
  - Guillermo Ortiz (1998-2000)
- Vicente Fox' regering (2000-2006):
  - Guillermo Ortiz (2000-2006)
- Felipe Calderóns regering (2006-2012):
  - Guillermo Ortiz (2006-2009)

### Links
- Banco de México (spansk)

| Økonomi | Spire Denne artikel om økonomi er en spire som bør udbygges. Du er velkommen til at hjælpe Wikipedia ved at udvide den. |

19°26′06″N 99°08′25″V / 19.435°N 99.1403°V